# Heerlijkheid Albrantswaard en Kijvelanden

Wapen van de heerlijkheid

De Hooge Heerlijkheid Albrandswaard en Kijvelanden was een heerlijkheid en polder in de provincie Zuid-Holland, op het eiland IJsselmonde ter plaatse van de latere gemeente Poortugaal, nu Albrandswaard. De eerste vermelding dateert van het jaar 1201. De naam betekent 'uiterwaard van Albrant', dat wil zeggen, de uiterwaard van de Oude Maas. De heren van Albrantswaard woonden niet in hun heerlijkheid maar waren rijke regenten uit Hollandse steden. De meeste inwoners waren boeren. In 1732 stonden er 26 huizen. Toch beschikte deze kleine gemeenschap over een baljuw voor de criminele zaken en een schout voor de civiele zaken. Ook een dijkgraaf kon in deze polder niet gemist worden. In de kleine gemeenschap werden de taken van deze functies tussen een paar families verdeeld.

## Geschiedenis
De eerste eigenaar van de polder Albrantswaard was  ene onbekende Albrant, vermoedelijk heer Hugo van IJsselmonde, een ridder die dit deel van zijn bezit als huwelijksgift meegaf aan zijn dochters waarvan er een getrouwd was met Wouter van Egmond. Deze droeg het bezit op aan de abdij Ter Doest in Vlaanderen. De cisterciënzer monniken stonden bekend om hun bekwaamheden bij dijkaanleg en inpolderingen. Blijkens de oorkonden vonden ze op de Zeeuwse en Zuid-Hollandse eilanden in die tijd een dankbaar werkterrein. De streek werd geteisterd door stormvloeden en het vergde inspanning om bedreigd en verloren land terug te winnen en te behouden. De gift werd bevestigd door graaf Dirk VII van Holland, dezelfde die twee jaar eerder het startsein voor Rhoon had gegeven door de uitgifte van een stuk land aan Biggo van Duyveland waarvan hij eerst het bos moest rooien of roden en dat daarom de naam Roden, later Rhoon, ontving. 
Nicolaas van Putten bevestigde in 1246 als heer over dit gebied de schenking aan de abdij. Bovendien voegde hij het visrecht en ook het hoog en laag gerecht eraan toe, waarmee Albrantswaard de status van hoge heerlijkheid had verworven. Na de dertiende eeuw verdwijnt de relatie van de heerlijkheid Albrantswaard met de Vlaamse abdij uit de stukken en zijn het verschillende Hollandse edelen die beurtelings de titel ‘heer van Albrantswaard’ zullen dragen. In de veertiende en vijftiende eeuw wisselt de heerlijkheid voortdurend van eigenaar. In de Hollandse leenregisters komen hun namen voor in korte mededelingen.
Het kopen van heerlijkheden werd meer en meer een gewoonte van de Hollandse regenten, eerst uit Breda en later uit Den Haag. Met de rijkdommen die de burgers in handel en ambacht verwierven, kochten die voor zichzelf en hun kinderen de heerlijkheden van het platteland op. Zo verkregen nu de rijkere burgers langs deze weg toegang tot de adelstand. Successievelijk werd het platteland rond de steden eigendom van de rijke burgers, tot er uiteindelijk van de oude adel slechts een enkele familie overbleef. De witte schilden in het wapen van het heerlijkheid Albrantswaard met drie rode kruisjes in het eerste en vierde kwartier zijn behoudens de kleurwisseling identiek met het huidige wapen van de stad Breda. Het is oorspronkelijk het familiewapen van de heren van Strijen. De gele schilden met zes blauwe blokjes in twee rijen, drie boven en drie onder geschaard in de andere kwartieren, doen denken aan het wapen van de familie Van Wijngaarden. Die familie kwam in het bezit van de heerlijkheid Albrantswaard. De naam Van Wijngaarden treffen we ook aan op de lijst van de schouten van Breda.
Het feodale begrip ‘heerlijkheid’ raakte onder invloed van de Franse revolutie in onbruik. Bij de Staatsregeling van 1798 werden de heerlijkheden officieel afgeschaft, maar toen koning Willem I na de Franse tijd als Souverein Vorst terugkeerde, liet hij bij Souverein Besluit van 26 maart 1814, Staatsblad 46, die heerlijke rechten nog een beetje herleven. De grenzen van de gemeenten vielen veelal samen met die van de vroegere heerlijkheden en de heren kregen het recht van voordracht voor de benoeming van schouten en andere gemeentebestuurders. Dat gold ook voor de heerlijkheid Albrantswaard, hoewel die als zelfstandige gemeente in 1841 ophield te bestaan door de samenvoeging met Poortugaal. In 1848 vormden de twee voormalige heerlijkheden Poortugaal en Albrantswaard nog samen de burgerlijke gemeente Poortugaal en Albrantswaard. De tweede naam verviel na enige tijd toen alleen de naam Poortugaal overbleef, maar herleefde in 1985 bij de samenvoeging met de gemeente Rhoon tot een nieuwe gemeente.